# Thomas Barth
Thomas Barth (nascido em 20 de janeiro de 1960) é um ex-ciclista alemão que competiu no ciclismo nos Jogos Olímpicos de Verão de 1980.